# Doc Brown salva il mondo!
Doc Brown salva il mondo! (Doc Brown Saves the World) è un cortometraggio del 2015 diretto da Glenn Sanders e Robert Zemeckis, con protagonista Christopher Lloyd, che riprende il ruolo di Emmett "Doc" Brown. Il cortometraggio è un omaggio per il trentesimo anniversario della nascita della trilogia di Ritorno al futuro, sempre diretta da Zemeckis, con protagonisti Michael J. Fox e lo stesso Christopher Lloyd.

## Trama
Emmett Brown si trova in una località segreta fuori Hill Valley, California. Imposta una videocamera per registrare un messaggio per Marty McFly, in cui spiega che è il 21 ottobre 2015, un'ora prima dell'arrivo di Marty, Doc e Jennifer Parker dal 1985. Quando ha viaggiato nel futuro, ha scoperto che il 21 ottobre 2045 era avvenuto un olocausto nucleare, derivato da quattro invenzioni: l'idratatore alimentare, le scarpe che si allacciano automaticamente, il volopattino (Hoverboard) e il reattore energetico domestico Mr. Fusion.
Le prime tre invenzioni hanno portato il mondo a diventare pigro e obeso, portando a sprechi diffusi. L'invenzione dei volopattini ha portato alle volomacchine, che hanno portato le persone a gettare la spazzatura fuori dalle finestre, provocando una grande tempesta di rifiuti nel 2021. Tutta questa spazzatura doveva essere smaltita, il che ha portato alla produzione di 100 milioni di unità Mr. Fusion. Tutte le unità Mr. Fusion avevano un minuscolo reattore nucleare all'interno, e tutte sono esplose il 21 ottobre 2045. La catena di eventi che ha portato a questo avvenimento è iniziata meno di ventiquattro ore dopo che Marty ha fatto schiantare Griff Tannen sul suo volopattino nel tribunale di Hill Valley quando Griff fu condannato. Tanner ha promesso di vendicarsi del mondo per aver riso di lui e ha pianificato di farlo attraverso la GriffTech, un'azienda da lui fondata.
Doc tiene in mano un tablet con una versione digitale dell'Hill Valley Telegraph. Il 13 giugno 2032, la GriffTech ha inventato una rete di social media chiamata ThingMeme, che ha ottenuto finanziamenti da Douglas J. Needles. ThingMeme ha consentito a oggetti inanimati di pubblicare selfie su Internet. Tuttavia, era una truffa, poiché consentiva a Griff di accedere a tutti gli oggetti sulla Terra. Nel 30 ° anniversario del suo arresto, il 21 ottobre 2045, ha caricato un virus che avrebbe dovuto far lampeggiare la parola "butthead" su tutto. Tuttavia, ha messo in corto circuito la rete Mr. Fusion, provocando esplosioni nucleari in 100 milioni di case in tutto il mondo.
Doc Brown si reca in una data sconosciuta per assicurarsi che queste invenzioni non vengano mai create, il che impedirà l'esplosione nucleare. Lascia la sua macchina da presa accesa, che cattura le invenzioni cancellate dalla storia. Ritorna nel 2015, con giacca invernale e occhiali da sci, dichiarando che la missione era più complicata di quanto aveva calcolato, ma dichiarandola un successo. Alza il tablet, dove il titolo su Hill Valley Telegraph cambia da "Griff Tannen fonda la Grifftech" a "Griff Tannen giudicato colpevole".
L'entusiasmo di Doc è di breve durata, tuttavia, mentre si fruga in tasca, triova il Quantum Mind Jar, che pensava di aver smaltito nel 2075. È preoccupato che non farlo svelerà tutto ciò che hanno realizzato. L'intelligenza artificiale del Quantum Mind Jar dice a Brown che hanno bisogno di tornare nel futuro, cosa che lui respinge perché non vuole rischiare ulteriori viaggi nel tempo.
Poi arriva un altro Emmett Brown, che dichiara anche il suo esperimento un successo. Entrambe le versioni di Brown, insieme all'intelligenza artificiale del Quantum Mind Jar, sono scioccate nello scoprire che ci sono due Emmett Brown.

## Distribuzione
Il corto è stato inserito nelle edizioni DVD e Blu-ray per il trentesimo anniversario della trilogia. In Italia è presente nel suddetto cofanetto, in lingua originale con sottotitoli.